# Daedalean
Daedalean es una empresa de tecnología con sede en Suiza que desarrolla sistemas de software de pilotaje autónomo basados en el aprendizaje automático para aeronaves civiles. Colabora con empresas de eVTOL y fabricantes aeroespaciales y de aviónica. Daedalean tiene su sede en Zúrich, Suiza, y cuenta con oficinas en Riga, Letonia y Phoenix, Arizona, los EE.UU.
La startup está desarrollando instrumentos de escritorio de vuelo basados en aprendizaje automático y redes neuronales que minimizarán la participación humana en el proceso de vuelo.

## Historia
En 2016 en Zúrich, Suiza, Daedalean fue fundada por Anna Chernova, Luuk van Dijk, y Jasmine Kent, quien luego se alejó de los asuntos de la empresa para convertirse en cofundadora de Dufour Aerospace.
En diciembre de 2019 la empresa fue anunciada como una de las ganadoras de una subvención multimillonaria en euros del Programa Horizonte 2020. Daedalean recibió una subvención EIC Accelerator de 2,3 millones de euro del Consejo Europeo de Innovación.
En marzo de 2020 la Agencia de Seguridad Aérea de la Unión Europea (EASA), junto con Daedalean, publicó el informe titulado “Conceptos de Garantía de Diseño para Redes Neuronales (CoDANN)” en virtud de un contrato de asociación de innovación (IPC) de 10 meses de duración.
En marzo de 2021 Daedalean se asoció con Reliable Robotics para construir sistemas avanzados de navegación y conciencia situacional para operaciones de aeronaves comerciales.
En mayo de 2021 Daedalean, junto con EASA, publicó el segundo informe, “Conceptos de garantía de diseño para redes neuronales (CoDANN) II”, como consecuencia de una colaboración de 10 meses en el marco de su segundo Contrato de Asociación para Innovación.
En diciembre de 2021 Daedalean y Avidyne completaron el desarrollo de un sistema de aviónica de visión basado en IA para la aviación general, las misiones especiales y el mercado de movilidad aérea avanzada.
En agosto de 2022 Daedalean inauguró la sucursal estadounidense en Phoenix, Arizona. Yemaya Bordain se hizo presidente de Daedalean de los EE. UU.

## Proyectos
Desde mayo de 2019 hasta mayo de 2021 Daedalean consultó EASA en el marco de dos Contratos de Asociación para Innovación (IPC). El primer proyecto (2019-2020) investigó el posible uso de aprendizaje automático/redes neuronales en aviónica crítica para la seguridad. Los resultados del primer proyecto se resumieron en el informe Conceptos de Garantía de Diseño para Redes Neuronales (CoDANN) I, marzo de 2020. El sistema de guía de aterrizaje visual (VLS), desarrollado por Daedalean, sirvió como el caso de uso.
En marzo de 2022 Embraer, un fabricante aeroespacial multinacional brasileño, anunció alianzas tecnológicas con varias empresas como parte del Proyecto EASy, el proyecto del Sistema Autónomo de Embraer. Daedalean se hizo uno de los miembros de la asociación.

## Inversiones
El monto total revelado de financiamiento de la empresa es de 72,5 millones de dólares estadounidenses.
En septiembre de 2017 Daedalean ganó la primera subvención de 50.000 de dólares estadounidenses de la Agencia Ejecutiva de la UE para PYMES (EASME).
En diciembre de aquell mismo año la empresa fue fundada por el Club Inversor Suizo ICT, Carthona Capital y Emmanuel Mogenet.
En julio de 2019 la empresa cerró la siguiente ronda de financiación con 11,8 millones de CHF, liderada por Carthona Capital, Redalpine, y Amino Capital.
En noviembre de 2019 Honeywell invirtió una cantidad no revelada y firmó una asociación tecnológica con Daedalean.
En diciembre de 2019 Daedalean recibió una subvención de 2,3 millones de euro en el marco del programa Horizonte 2020 del Acelerador del Consejo Europeo de Innovación (EIC).
En enero de 2022 Daedalean cerró la ronda de financiación de la Serie B con un total de 58 millones de dólares estadounidenses.